# ناو کلاس آتلانتا
کروزر کلاس آتلانتا (به انگلیسی: Atlanta-class cruiser) یک کلاس از کشتی است که طول آن ۵۴۱ فوت ۰ اینچ (۱۶۴٫۹۰ متر) می‌باشد.